# Chaerophyllum dasycarpum
Chaerophyllum dasycarpum là một loài thực vật có hoa trong họ Hoa tán. Loài này được (Hook. ex S.Watson) Nutt. mô tả khoa học đầu tiên năm 1840.